# Guardamiglio
Guardamiglio – miejscowość i gmina we Włoszech, w regionie Lombardia, w prowincji Lodi.
Według danych na rok 2004 gminę zamieszkiwało 2628 osób, 262,8 os./km².